# 국제뷰티기능대회
국제 뷰티 기능대회는 국내 800여개의 학교,학원,업체 및 단체와 해외 100여개 교육업체, 협회와 함께, 일년에 2회, 5천명이 참가하는 국제 대회이다.
사단법인 한국 뷰티 총 연합회가 국제 대회를 주체하고 있으며, 사무실은 서울특별시 신림로 58길 13 S빌딩 605호에 있다.

## 활동
- 국제 뷰티 기능대회 개최
- 미용 박람회 후원

## 참가국
- 한국, 중국, 대만, 일본, 홍콩, 태국, 베트남

## 참가종목
- 메이크업, 헤어, 네일아트, 피부미용, 체형관리, 반영구화장, 작품전시

## 임원
- 대회장 : 조선아
- 이사장 : 윤재구 박사
- 부대회장 : 남인우
- 사무국장 : 정지유
- 국장 : 윤은성